# Rotterdamse Darts Organisatie

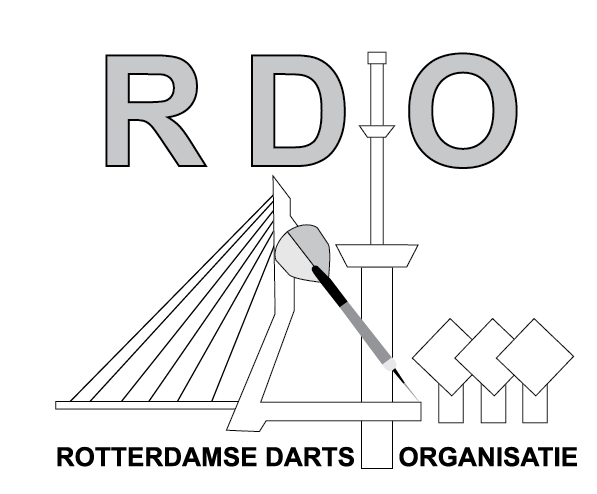
Logo van de Rotterdamse Darts Organisatie

De RDO, voluit Rotterdamse Darts Organisatie, is de grootste dartsorganisatie in de regio Rotterdam.
De organisatie werd op 1 juni 1983 opgericht. De RDO telt op dit moment ruim 1.400 leden (januari 2013). De RDO is lid van de Nederlandse Darts Bond, die op haar beurt een afdeling vormt van de World Darts Federation.
De RDO organiseert regionale competities, (beker)toernooien, rankings en evenementen. Verder participeert het in maatschappelijke projecten. De RDO werkt nauw samen met de JDF, voluit Jeugd Darts Federatie, een zelfstandige dartsorganisatie die zich volledig richt op jongeren.

## Historie
De Rotterdamse Darts Organisatie ontstond in 1980. In café 't Centrum in de Catharina Beersmansstraat in Rotterdam (Oud-Mathenesse) besloot een groep spelers, o.a. John van Dijk, Terry Lodge, Cor Siermans, Frank Berloth, Steve Cunliff en Fred Etman, een vereniging op te richten. Terry Lodge, op dat moment ad-interimvoorzitter van de afdeling Rotterdam, werd de voorzitter van de ‘wilde vereniging’ RDO. Op 1 juni 1983 werd de vereniging ingeschreven bij de Kamer van Koophandel.

## Competities
Alle leden aangesloten bij de RDO kunnen deelnemen aan de volgende door de RDO georganiseerde competities:
- De Wintercompetitie, een competitie voor teams (kortweg 'De Competitie');
- De Rankingcompetitie, een competitie voor individuele leden;
- De Zomercompetitie, een competitie voor teams mits deze gehouden wordt;
- De Bekercompetitie, een competitie voor teams

Alle leden aangesloten bij de RDO kunnen deelnemen aan de volgende door de NDB georganiseerde competities:
- NDB Ranking, een landelijke competitie voor individuele spelers

Geselecteerde spelers bij de RDO kunnen deelnemen aan de volgende door de NDB georganiseerde competities¹:
- Superleague, een landelijke competitie voor teams;
- LaCo, voluit Landelijke Competitie, een landelijke competitie voor teams

Geselecteerde spelers bij de RDO kunnen deelnemen aan de volgende door derden georganiseerde competities: 
- De Brabantcup, een landelijke competitie voor teams

¹Onder voorbehoud dat de RDO teams afvaardigt. 

## Organisatie
Het bondskantoor van de RDO is in Rotterdam gehuisvest. Voorzitter is Reginia Nipius.
Bij de RDO spelen teams met speellocaties in de volgende gemeenten:
- Alblasserdam
- Albrandswaard
- Barendrecht
- Bernisse
- Binnenmaas
- Capelle aan den IJssel
- Cromstrijen
- Dordrecht
- Hendrik-Ido-Ambacht
- Lansingerland
- Maassluis
- Midden-Delfland
- Oud-Beijerland
- Pijnacker-Nootdorp
- Ridderkerk
- Rotterdam
- Schiedam
- Spijkenisse
- Strijen
- Vlaardingen
- Zwijndrecht